# سيريل كلارك
وليم ستانلي بيرت (بالإنجليزية: Cyril Clarke)‏ (22 أغسطس 1907 - 21 نوفمبر 2000) زميل الجمعية الملكية، هو طَبيب وعالم وراثة وعالم حرشفيات الأجنحة بريطاني الجنسية. كُرم لعملة الرائد في مجال الوقاية من داء الريسوس الخاص بالمواليد الجُدد، وأيضًا لعمله في علم وراثة حرشفيات الأجنحة (الفراش والعَث). حصل على ميدالية بوكانان عام 1990 وذلك 	لدراساته المبتكرة حول أمراضِ حديثي الولادة الانحلالية والتي بلغت ذروتها في العلاجات الجديدة، مما أدى إلى القضاء على هذا المرض الجنيني الرئيسي.

## التعليم
وُلِد سيريل كلارك في 22 أغسطس 1907 في ليستر بإنجلترا وتلقى تعليمه المدرسي في مدرسة القواعد ويغستون للبنين في ليستر وفي مدرسة أوندل المستقلة بالقرب من بيتربرة. بدأ اهتمامه بالفراشات والعث في المدرسة. درس العلوم الطبيعية في كلية غنفيل وكيوس، كامبريدج، وتخرج عام 1929، ثم الطب في مستشفى غاي، لندن، وتخرج عام 1932. خلال الحرب العالمية الثانية عمل كأخصائي طبي في احتياطي المتطوعين البحريين الملكيين. بعد الحرب عمل كلارك مسجلاً في مستشفى الملكة إليزابيث في برمنغهام ثم كطبيب استشاري في مستشفيات ليفربول المتحدة. وفي عام 1963 تم تعيينه مديرًا لوحدة نيوفيلد لعلم الوراثة الطبية ومقرها جامعة ليفربول وبعد عامين تم تعيينه أستاذًا للطب. شغل هذه المناصب حتى تقاعده في عام 1972. وفي فترة تقاعده عمل رئيسًا للكلية الملكية للأطباء (1972-1977).